# Nowiki (obwód homelski)
Nowiki (biał. Новікі; ros. Новики, Nowiki; pol. hist. Nowiki) – wieś na Białorusi, w obwodzie homelskim, w rejonie oktiabrskim, w sielsowiecie Wałosawiczy, nad Tremlą.